# 威尔士 (北达科他州)
威尔士（英語：Wales），是美国北达科他州下属的一座城市。根据2010年美国人口普查，该市有人口31人。